# Miami Sound Machine
Miami Sound Machine bildades i Miami 1975 under namnet Miami Latin Boys. När Gloria Estefan gick med i gruppen senare samma år ändrades namnet.

## Medlemmar
- Gloria Estefan – sång, gitarr, slagverk (1975–1989)
- Emilio Estefan – slagverk (1975–1989)
- Merci Navarro Murciano – sång, slagverk (1977–1982)
- Juan Marcos Avila – basgitarr, saxofon, slagverk (1977–1985)
- Luis Serrano – basgitarr (1977–1979)
- Enrique "Kiki" García – trummor, slagverk (1977–1988)
- Raul Murciano – keyboard, saxofon, slagverk (1977–1981)
- A. Bobby Martinez – saxofon, flöjt (1979)
- Alfonso Kettner – gitarr (1979)
- Wesley B Wright – gitarr (1980–1985)
- Victor Lopez – trumpet (1981–?)
- Luis Perez – trombon (1981–?)
- Roger Fisher – keyboard (1982–?)
- George Marge – saxofon (1982)
- Rubens Bassini – slagverk (1982)
- Gustavo Lezcano – munspel (1982–?)
- Elena Stracuzzi – basgitarr (1982)
- Leo Villar – trumpet (1984–?)
- Betty Cortez – sång (1984–1985)
- Rafael Padilla – slagverk (1985–?)
- Jorge Casas – basgitarr (1987–1989)
- Clay Ostwald – keyboard (1986–1989)
- John DeFaria – gitarr (1986–1989)
- Randy Barlow – trumpet (1987–?)

## Diskografi
Album
- Live Again/Renacer (1977)
- Miami Sound Machine: Spanish Version (1978)
- Imported (1979)
- Miami Sound Machine (1980)
- Otra Vez (1981)
- Rio (1982)
- A Toda Maquina (1984)
- Eyes of Innocence (1984)
- Primitive Love (1986)
- Let It Loose (som Gloria Estefan and Miami Sound Machine) (1987)

Singlar (urval)
- "I Want You to Love Me" / "Different Kind of Love" (1978)
- "Dr Beat" / "When Someone Comes Into Your Life" (1984)
- "I Need a Man" (Long Version) / "I Need a Man" (Instrumental) (1984)
- "Bad Boy" / "Surrender Paradise" (1985)
- "Prisoner of Love" / "Orange Express" (1985)
- "Words Get in the Way" / "Movies" (1985)
- "Conga" / "Mucho Money" (1985)
- "Falling in Love (Uh-Oh)" / "Primitive Love" (1986)
- "Words Get in the Way" / "Movies" (1986)
- "Anything for You" (1987)
- "Rhythm Is Gonna Get You" / "Give It Up" (1987) (som Gloria Estefan & Miami Sound Machine)
- "Can't Stay Away From You" / "Let It Loose" (1987) (som Gloria Estefan & Miami Sound Machine)
- "1-2-3" / "1-2-3" (Instrumental) (1988) (som Gloria Estefan & Miami Sound Machine)
- "Anything for You" (1989) (som Gloria Estefan & Miami Sound Machine)